# Хаппург
Хаппург (нем. Happurg) — община  в Германии, в Республике Бавария.
Подчиняется административному округу Средняя Франкония. Входит в состав района Нюрнберг. Подчиняется управлению Хаппург.  Население составляет 3628 человек (на 31 декабря 2010 года). Занимает площадь 42,59 км². Региональный шифр  —  09 5 74 128. Местные регистрационные номера транспортных средств (коды автомобильных номеров) (нем. Kraftfahrzeugkennzeichen) — LAU.
Община подразделяется на 14 сельских округов.

## Население
По оценке на 31 декабря 2015 года население общины составляет 3764 чел.
| Дата      | 1840 | 1871 | 1900 | 1925 | 1939 | 1950 | 1961 | 1970 | 1987 | 2011 |
| --------- | ---- | ---- | ---- | ---- | ---- | ---- | ---- | ---- | ---- | ---- |
| Население | 2318 | 2871 | 2763 | 2523 | 2356 | 3762 | 3148 | 3407 | 3396 | 3667 |

| Год       | 1960 | 1970 | 1980 | 1990 | 2000 | 2009 | 2010 | 2011 | 2012 | 2013 | 2014 | 2015 |
| --------- | ---- | ---- | ---- | ---- | ---- | ---- | ---- | ---- | ---- | ---- | ---- | ---- |
| Население | 3413 | 3462 | 3410 | 3581 | 3859 | 3584 | 3628 | 3676 | 3639 | 3628 | 3595 | 3764 |

## ПроектDogger
В конце Второй Мировой войны под горой Хоубирг, возвышающейся над городом, было начато строительство подземного завода по изготовлению авиационных двигателей. К работе были привлечены заключённые из находящегося близ города Херсбрук филиала  концентрационного лагеря Фленсбург (KZ-Außenlager Hersbruck (нем.)

Строительство было начато в мае 1944 г. под кодовым названием Dogger. Предполагалось создать помещения общей площадью 120 000 м² и установить в них оборудование по изготовлению авиационных моторов фирмой BMW.
(Подробнее: Подземные предприятия Третьего рейха).

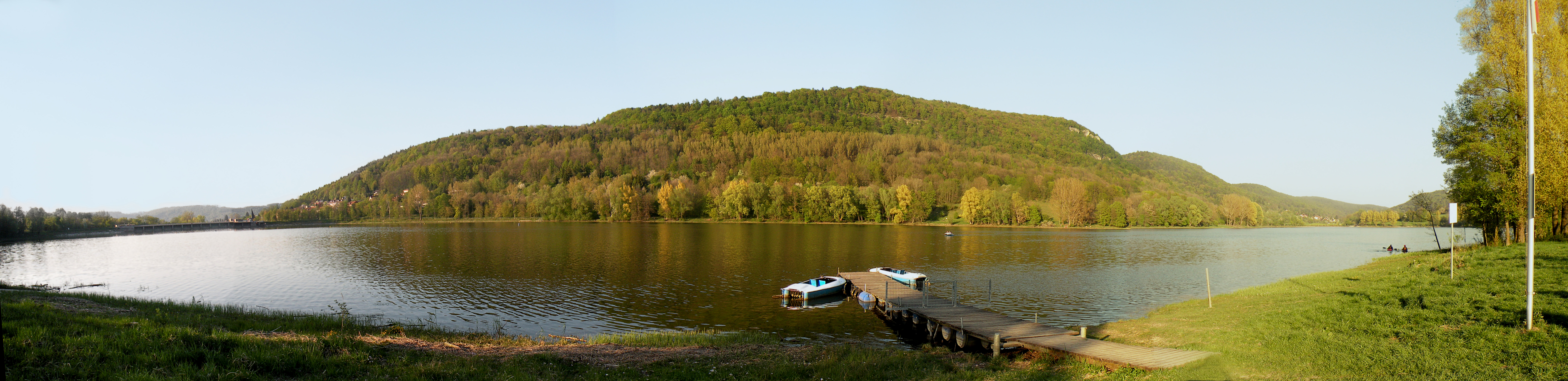
Гора Хоубирг над городом Хаппургом и его водохранилищем.